# Paysandisia archon
Papillon du palmier, Castnide du palmier
Genre
Espèce
Paysandisia archon, le Papillon du palmier ou Castnide du palmier, est une espèce de lépidoptères (papillons) de la famille des Castniidae. Elle est l'unique représentante du genre monotypique Paysandisia. Comme son nom l'indique, sa chenille se nourrit des tiges et des troncs des palmiers. Il est parfois nommé par erreur "Sphinx du palmier" ou "Bombyx du palmier", mais sa famille (les Castniidae) est éloignée de la famille des Sphinx (Sphingidae) ou des Bombyx (Bombycidae).
Originaire de l’Uruguay et du centre de l’Argentine, cette espèce a été introduite accidentellement dans le Sud de l’Europe, où elle se diffuse assez rapidement et est considérée comme une espèce ravageuse, détruisant des milliers de palmiers en Europe méditerranéenne.

## Description

### Papillon

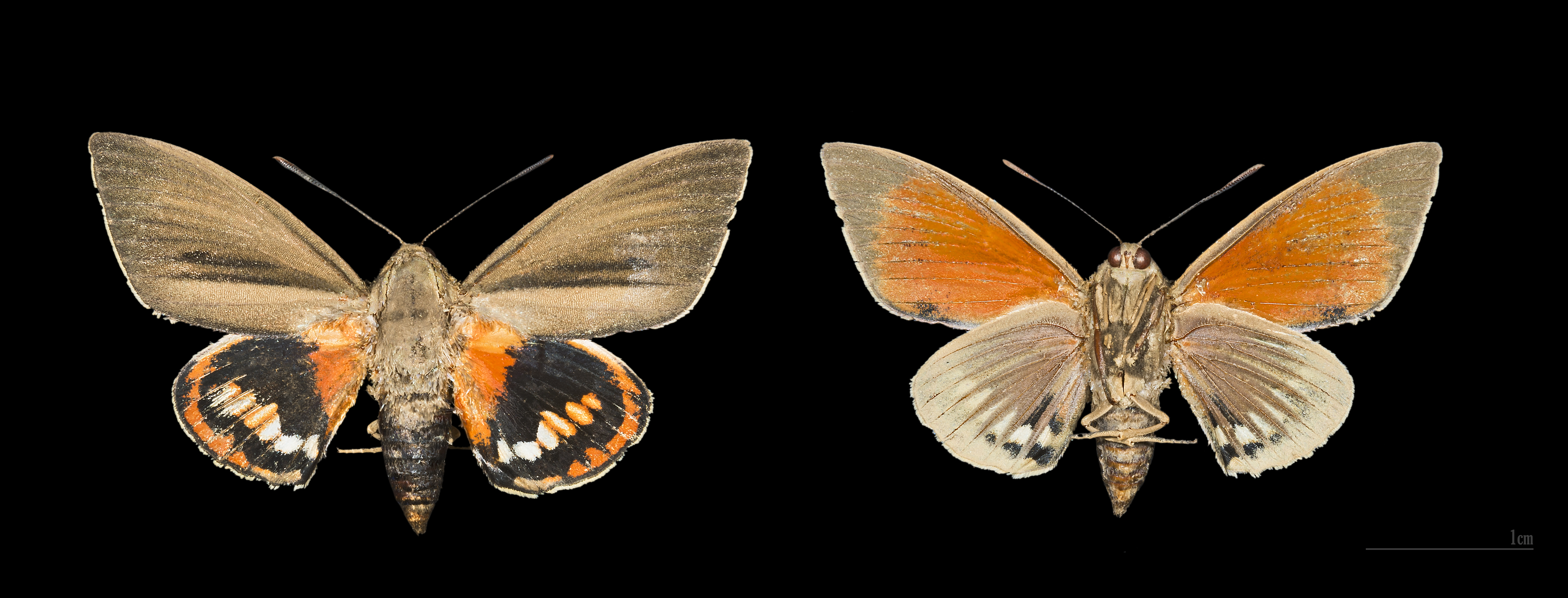
Forme naturalisée Muséum de Toulouse ♂
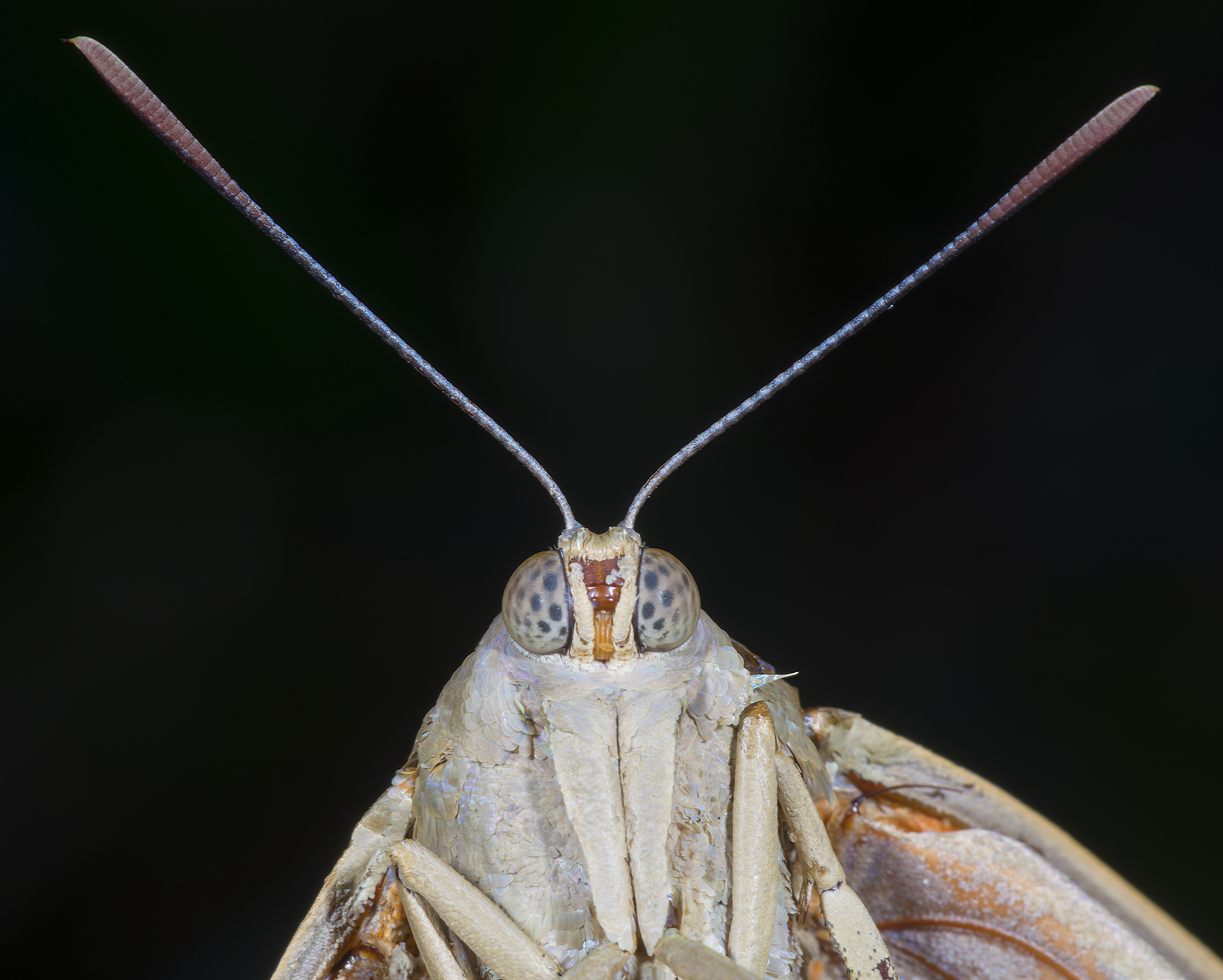
Portait ♀
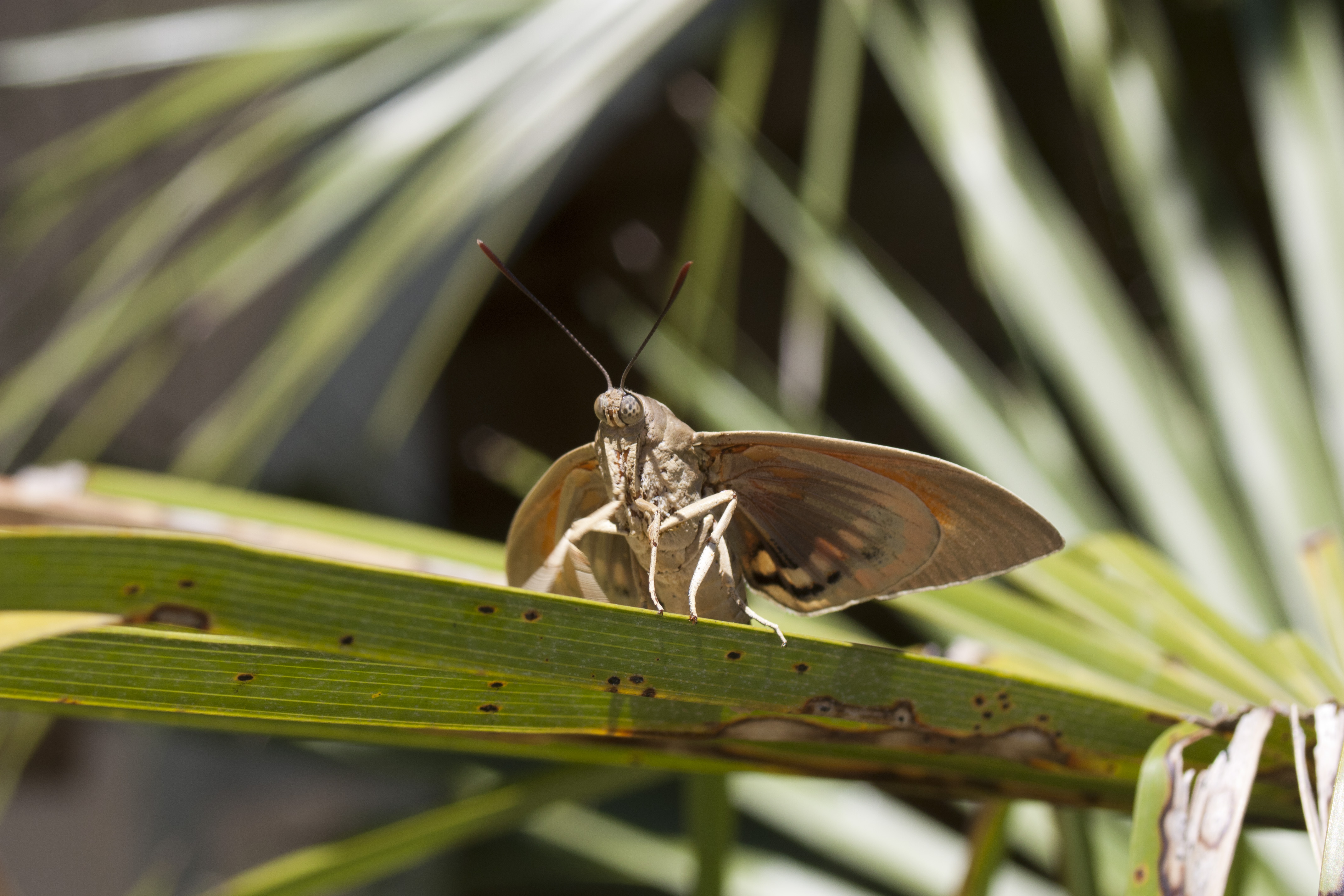
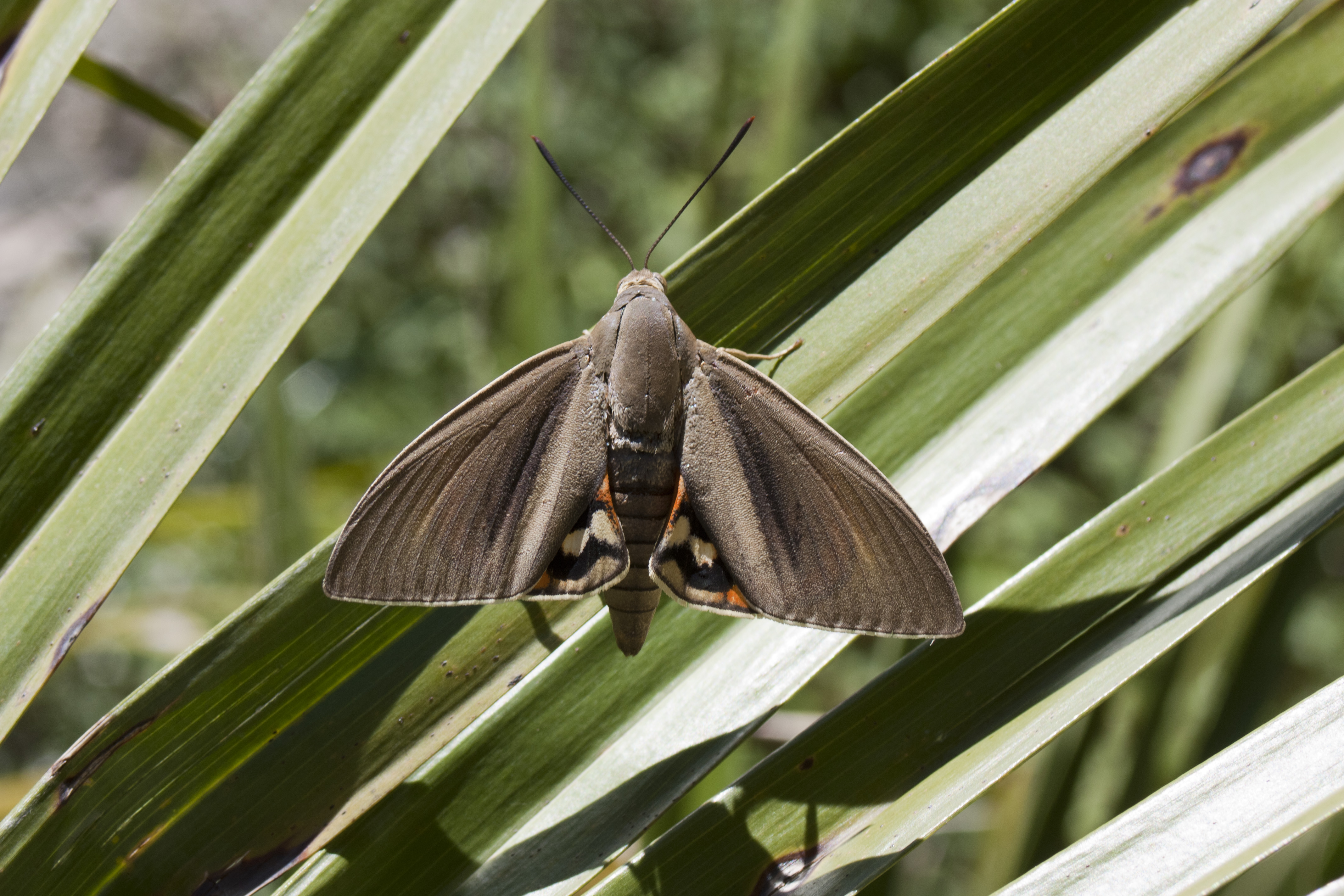

L'imago de Paysandisia archon est un grand papillon, avec une envergure de 9 à 11 cm. Les ailes antérieures sont vert-bronze foncé striées de brun, les ailes postérieures sont rouge orangé brillant avec des marques grasses noir et blanc. La femelle, en général plus grande que le mâle, se reconnaît facilement à son ovipositeur proéminent, aux ailes moins colorées et à de discrets ocelles sur les deux faces des ailes antérieures
À l’instar d’autres castniidés, cette espèce vole de jour et a des antennes en massue.

### Chenille
La larve est une grosse chenille blanchâtre, grasse, de 8 à 10 cm de long, qui se nourrit des tiges et des troncs des plantes hôtes, des palmiers.

### Chrysalide
L’espèce se nymphose dans un cocon en incorporant des fibres de palmier à l’intérieur de la galerie larvaire.

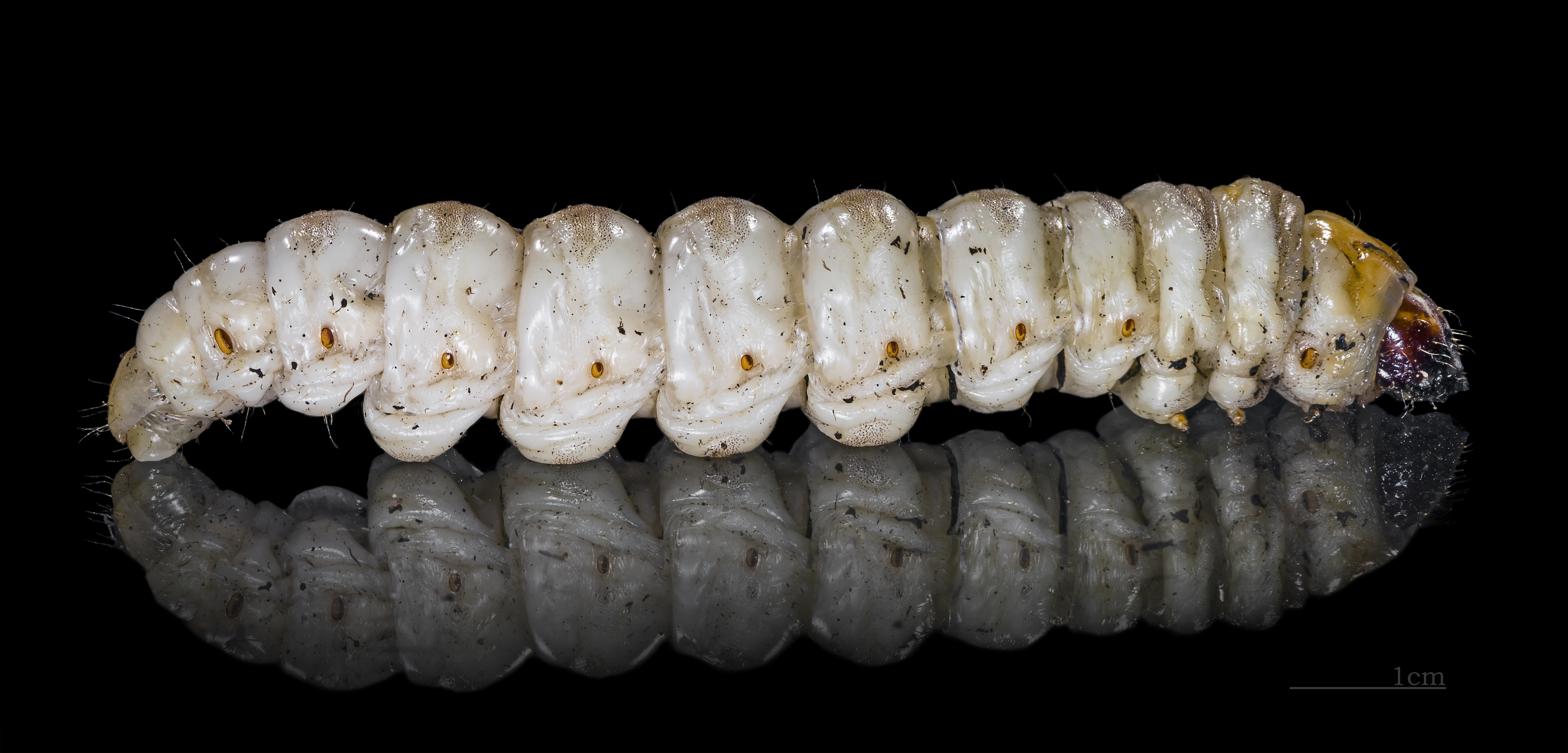
Chenille.
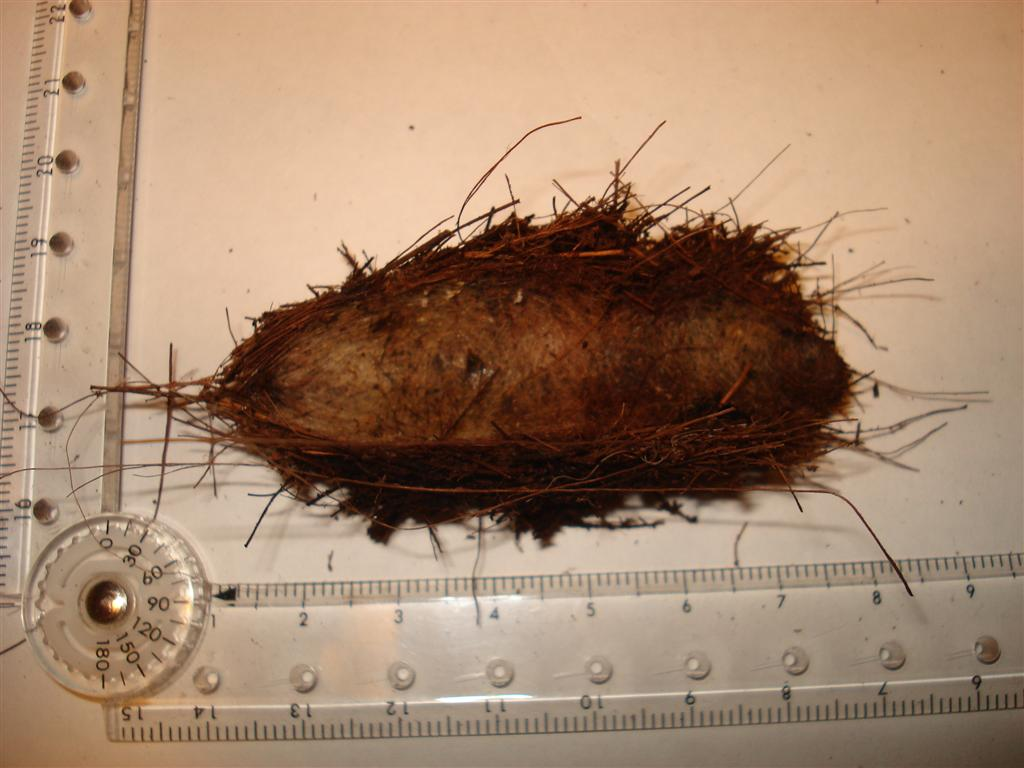
Cocon.
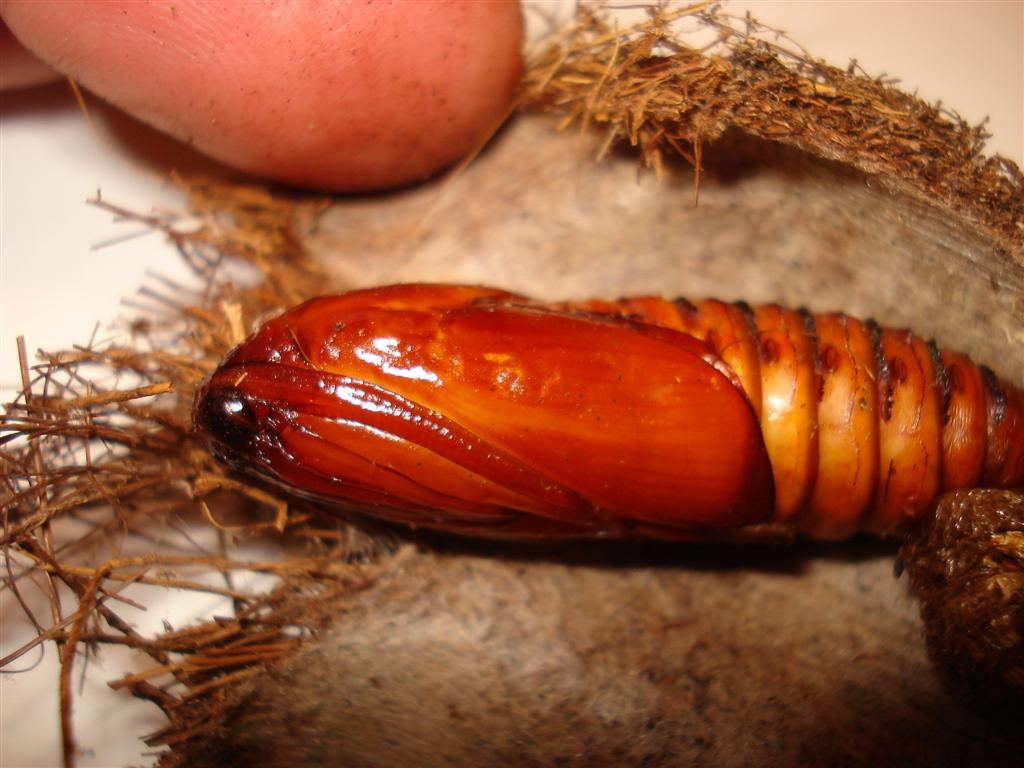
Chrysalide.
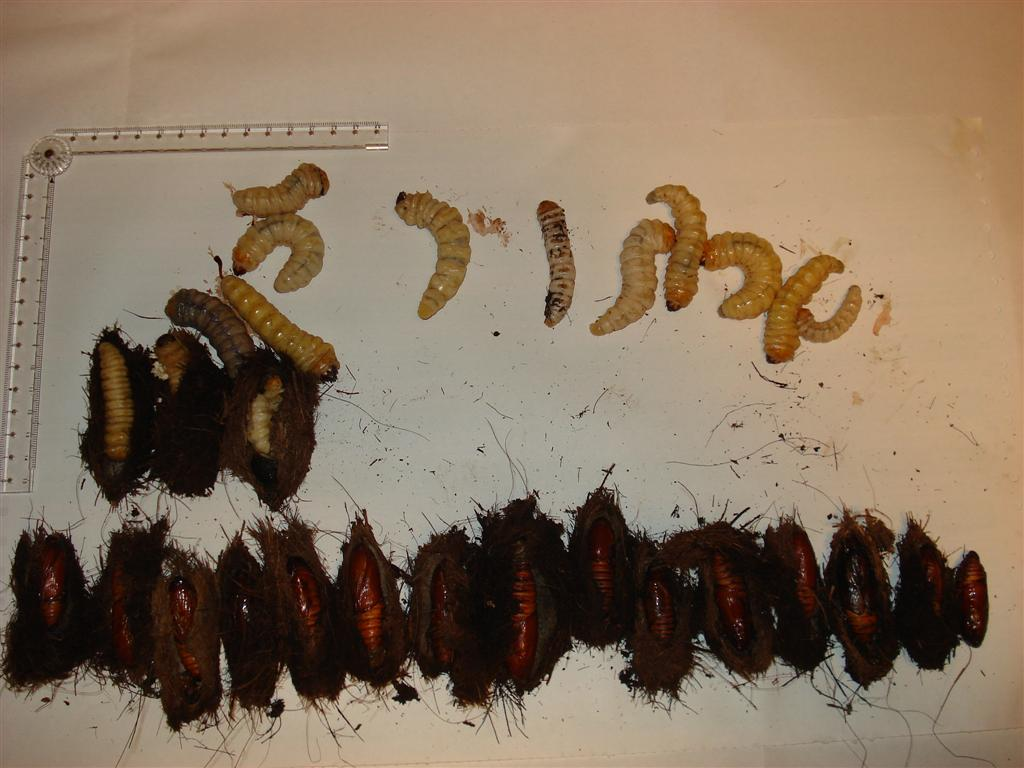
Analyse du contenu d'un jeune Trachycarpus fortunei.

## Biologie

### Période de vol et reproduction
Les adultes volent de juin à septembre. On notera leur présence régulière et quotidienne sur les palmiers, entre 12h et 14h30 environ.[réf. nécessaire]
Les mâles émettent une phéromone en grattant leurs pattes, ce qui attire les femelles à distance.

### Plantes-hôtes
Les plantes-hôtes sont diverses espèces de la famille des Arecaceae, des palmiers.
Dans l'habitat naturel, les hôtes sont le Butia argentin Butia yatay, Syagrus romanzoffiana et Trithrinax campestris.
Dans l'aire d’introduction, les hôtes sont le Palmier nain Chamaerops humilis, le Dattier des Canaries Phoenix canariensis, le Palmier-dattier Phoenix dactylifera et Phoenix reclinata, des Livistona spp dont le Latanier de Chine Livistona chinensis, le Latanier pleureur Livistona decipiens et Livistona saribus, le palmier de Chine Trachycarpus fortunei, Washingtonia filifera et des Sabal.
Les femelles pondent à la base des palmes (les rashis), entre les fibres. Plusieurs œufs peuvent être déposés au même endroit à l'aide de leur long ovipositeur.

### Parasitisme
Le nématode Steinernema carpocapsae est un ver microscopique qui contamine la larve du papillon ainsi que celle du Charançon rouge des palmiers (Rhyncophorus ferrugineus). La mort par septicémie tue avec 100 % d'efficacité, mais le parasite ne survit pas à la mort de son hôte.

## Distribution géographique
Le Papillon du palmier est indigène en Amérique du Sud : dans le Nord de l'Argentine, l'Ouest de l'Uruguay, le Paraguay et le Sud-Est du Brésil. Il a été introduit en Europe : en Espagne, Italie et dans le Sud de la France.

## Caractère ravageur

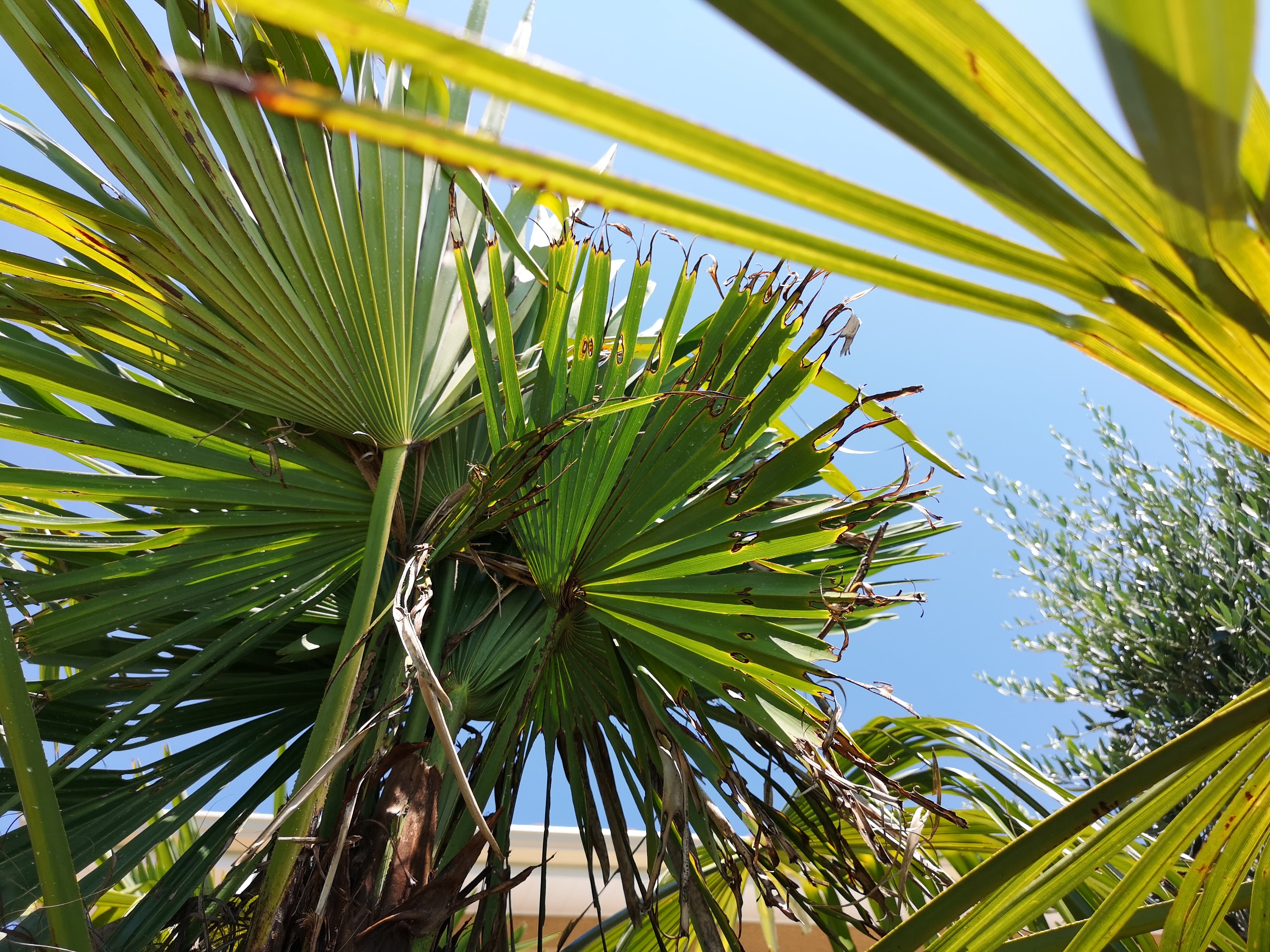
Dégâts des chenilles de Paysandisia archon sur des palmiers.

Depuis son arrivée dans le Sud de la France au milieu des années 1990 (probablement dans des exemplaires adultes de Trithrinax importés d’Argentine), le Papillon du palmier s’est répandu le long des côtes de la Méditerranée jusqu’en Espagne et en Italie. En France, il touche désormais dix-sept départements, dont tous les départements côtiers de Provence-Alpes-Côte d'Azur et du Languedoc-Roussillon, et s’étend vers la Gascogne, et la Nouvelle-Aquitaine,. On craint qu’en l’absence de moyens capables de maîtriser cette expansion, il ne touche toutes les cultures de palmiers de ces pays.
Un autre ravageur des palmiers sévit aussi depuis 2006 en Europe méditerranéenne : le Charançon rouge des palmiers.
Dans leur habitat naturel, les dégâts causés par les chenilles de Paysandisia archon ne sont pas très importants et l’espèce n’est pas considérée comme un ravageur, mais depuis son introduction en Europe, elle devient un sujet de préoccupation important à cause des dégâts parfois irrémédiables qu’elle provoque sur les palmiers tant indigènes qu’exotiques.

### Méthodes de lutte
L'utilisation de nématodes entomopathogènes de type Steinernema carpocapsae :  efficaces contre les larves du papillon lorsqu'elles sont à l'intérieur du palmier, ces vers microscopiques contaminent la larve du papillon en provoquant une septicémie. Cette méthode respecte l’environnement mais présente une efficacité variable, dépendante des conditions climatiques, de la densité de population des ravageurs et de la fréquence des traitements.
Certaines souches de Bacillus thuringiensis (notamment Bt kurstaki) sont utilisées pour cibler spécifiquement les larves du papillon. Le traitement se fait généralement par pulvérisation sur les zones de ponte ou dans la couronne du palmier, à un moment précis du cycle de l’insecte. Cette méthode respecte l’environnement mais son efficacité est limitée dans le temps, car le produit est sensible aux rayons UV et aux lessivages (pluie, arrosage). Elle est moins adaptée aux stades avancés de l’infestation (larves profondément installées dans le tronc).
L'utilisation de produit phytosanitaire à base de spores entomopathogènes de Beauveria bassiana permet le contrôle de ce ravageur mais n'est pas sans risque : elle ne peut pas être faite en présence d'abeilles, ni par des personnes fortement immunodéprimées ou sous traitement immunosuppresseur. Le délai de rentrée est de 6 heures pour les usages en extérieur et 8 heures pour les applications en milieu fermé. Beauveria bassiana nécessite des conditions d’humidité et de température précises pour se développer correctement. En climat chaud et sec, comme c’est souvent le cas dans les zones où les palmiers sont plantés, son efficacité diminue fortement. Le champignon est également rapidement dégradé par la lumière du soleil, ce qui limite la durée de protection après application.
On utilise aussi des hyménoptères trichogrammes, dont la larve se développe aux dépens de ses œufs.
Enfin, l’usage de filets de protection spécifiques et conçus sur mesure constitue une méthode de lutte physique, préventive et hautement efficace. Ces filets, quand ils sont adaptés à la morphologie du palmier et à la biologie du ravageur, permettent de créer une barrière mécanique impénétrable empêchant les femelles adultes de venir pondre dans les couronnes des palmiers. Cette technique présente plusieurs avantages : 
- Efficacité préventive immédiate continue sans traitement chimique  ou biologique en empêchant la ponte ;
- Efficacité curative en ne laissant pas échapper un papillon naissant ;
- Réduction du nombre d'interventions humaines ;
- Absence d'impact environnemental ;

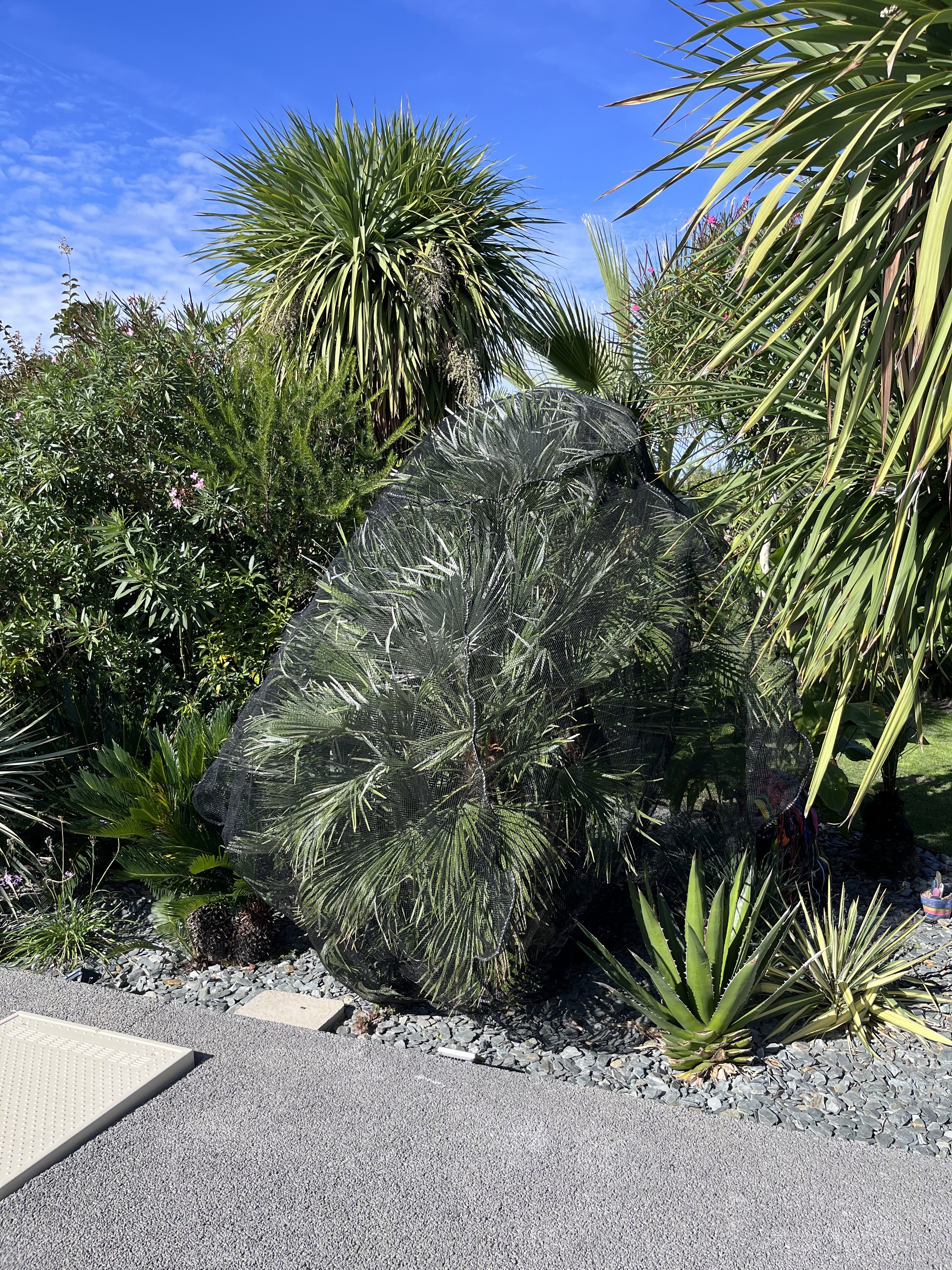
Filet de lutte (type Vigipalm®) installé sur une cépée de Chamaerops humilis, palmier particulièrement ciblé par Paysandisia archon.

- Adaptabilité à différentes espèces et tailles de palmiers. Filet de lutte (type Vigipalm®) installé sur une cépée de Chamaerops humilis, palmier particulièrement ciblé par Paysandisia archon. Les adultes utilisent les composés sémiochimiques pour se retrouver et repérer leurs plantes hôtes dans l'environnement[12]. L'utilisation des odeurs dans la lutte contre le ravageur a fait l'objet de plusieurs études, sans ne donner de résultats probants.

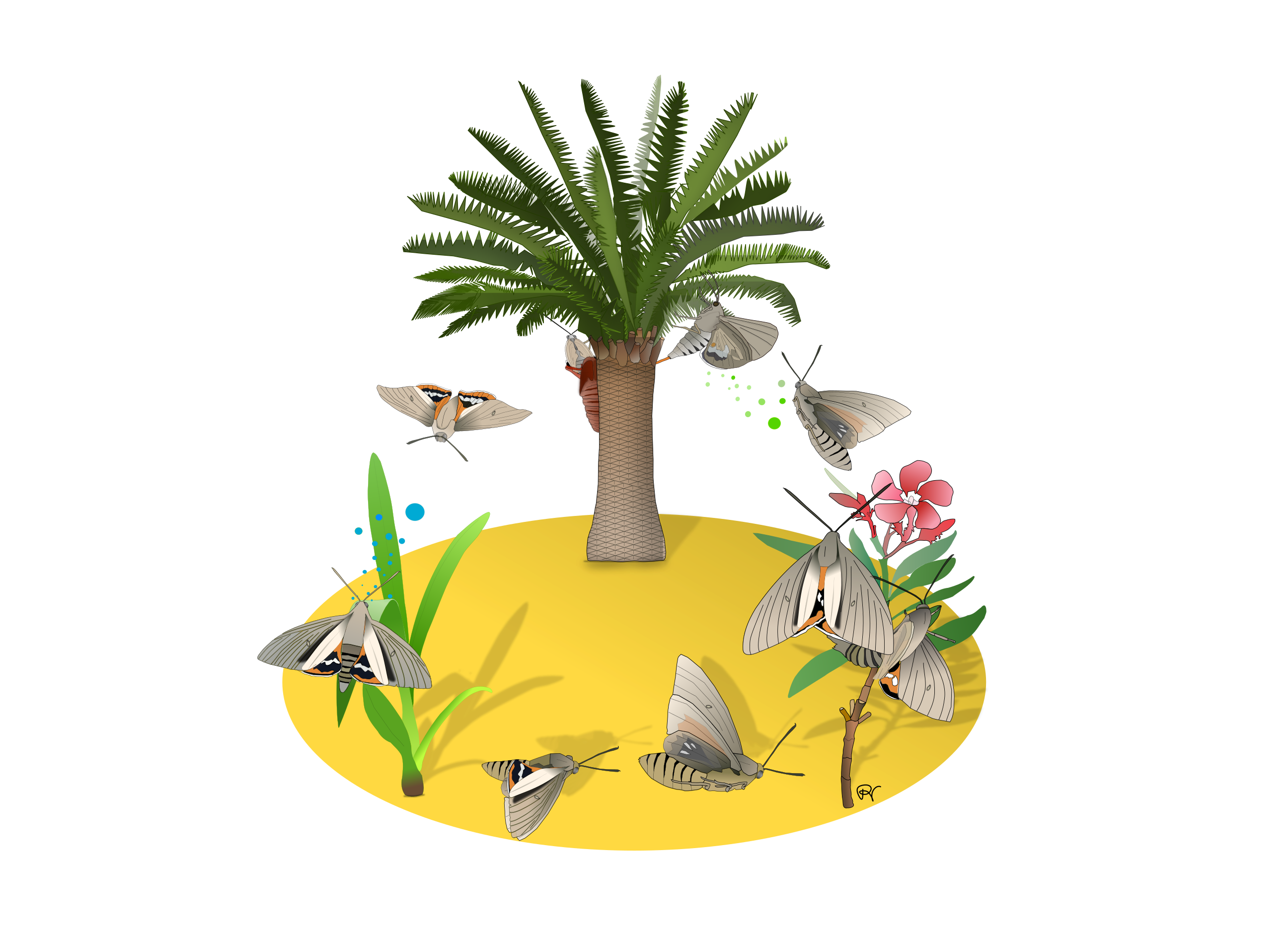
Rôle des médiateurs chimiques dans le cycle papillon. En bleu, les phéromones émises par le mâle ; en vert, des kairomones libérées par la couronne du palmier et attirant les femelles.

## Systématique
L'espèce Paysandisia archon a été décrite par l'entomologiste argentin Hermann Burmeister en 1879, sous le nom initial de Castnia archon. La localité type est l'Argentine.
Le genre Paysandisia a été décrit par l'entomologiste français Constant Houlbert en 1918. Paysandisia archon en est l'espèce type (par l'intermédiaire de son synonyme junior subjectif Castnia josepha Oberthür, 1914) et l'unique espèce.
Il est classé dans la famille des Castniidae, la sous-famille des Castniinae et la tribu des Gazerini.

### Synonymie pour l'espèce
- Castnia archon Burmeister, 1879 — protonyme
- Castnia josepha Oberthür, 1914[13] — synonyme junior subjectif

## Noms vernaculaires
- le Papillon du palmier
- la Castnide du palmier

Mieux connue en république démocratique du Congo sous le nom de "mpose", la larve de ce papillon est une nourriture courante. De préférence frite à l'huile, elle a un goût assez doux.